# Хакобо Махлута Асар
Хакобо Махлута Асар (9 жовтня 1934 — 2 березня 1996) — домініканський політик, президент країни упродовж 43 днів після самогубства Антоніо Гусмана. До цього, з 1978 року обіймав посаду віце-президента.